# Brizantni eksploziv
Brizantni eksplozivi (sekundarni, rušilački) odlikuju se velikom brzinom detonacije, što uzrokuje snažna i ogromna razaranja. Osjetljivost im je znatno manja od osjetljivosti inicijalnih eksploziva. Koriste se za gospodarska miniranja u rudarstvu i građevinarstvu te vojne namjene punjenje topovske tanadi, mina, bombi, torpeda i sl. Među najvažnijima su: dinamit, praskava želatina, trinitrotoluen (TNT), pikrinska kiselina, pentrit, heksogen (ciklonit), oktogen, oksilikvit, amonijev nitrat i tetril.
Najjači brizantni eksplozivi razvijaju oko 7000 kJ/kg energije.